# 나카노시마 (오사카시)

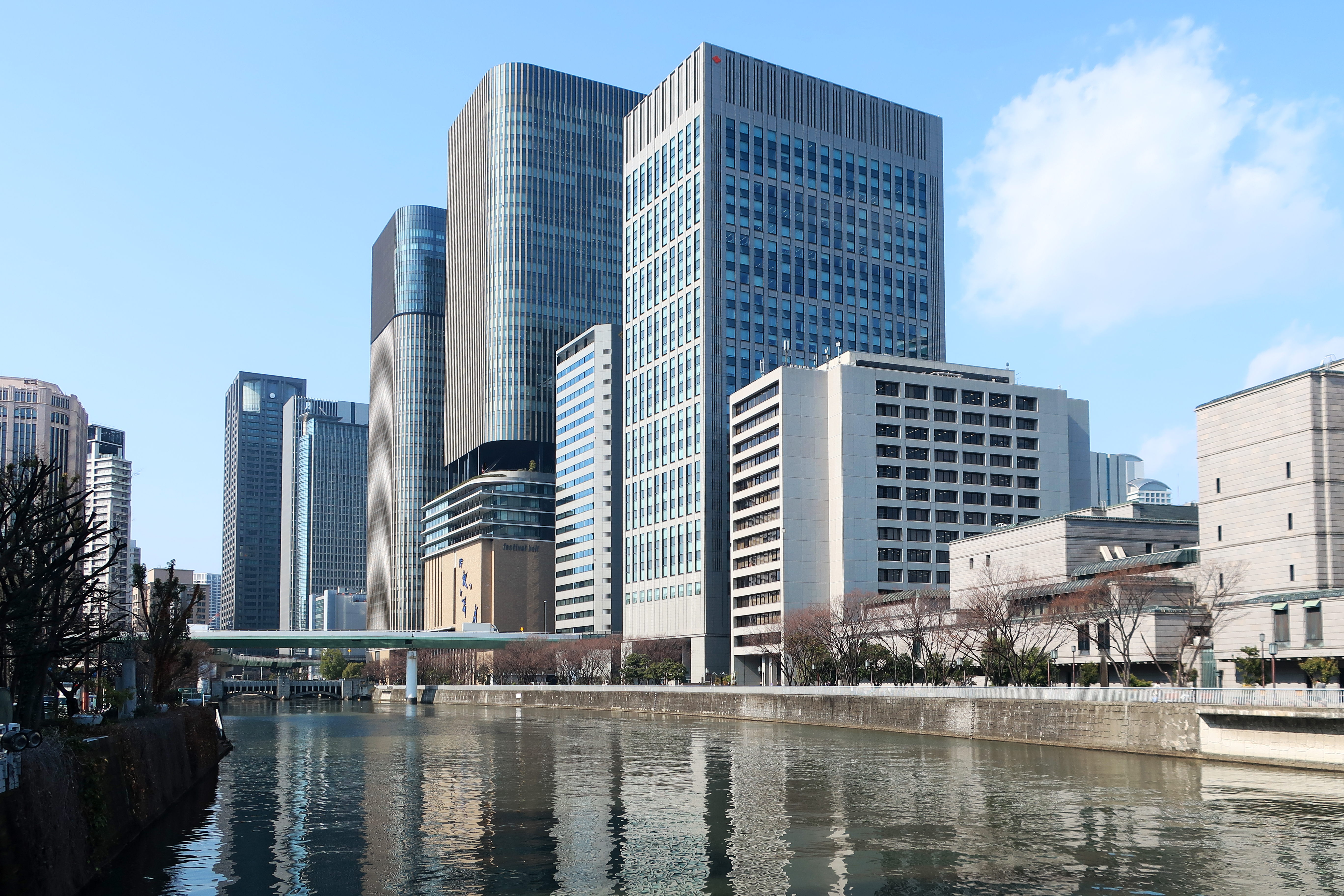
나카노시마와 오사카 시청

나카노시마(일본어: 中之島)는 일본 오사카시 기타구에 있는 길이 3 km, 넓이 50 헥타르의 좁은 모래톱을 가리키는 이름이다. 이곳에서 구 요도가와강이 도사보리강과 도지마강으로 나뉜다. 오사카 시청을 포함한 많은 관청과 회사 사무실, 박물관, 기타 문화시설들이 나카노시마에 자리잡고 있다.